# Filipe de Side
Filipe de Side ou Filipe Sidetes (ca 380 — depois de 431) foi um historiador cristão do século V. Sua principal obra foi a História Cristã que, além de história, também envolvia temas de geografia e ciências naturais, por exemplo. É considerado um dos continuadores da tradição da historiografia eclesiástica medieval de Eusébio de Cesareia.